# Astragalus aestivorum
Astragalus aestivorum är en ärtväxtart som beskrevs av Dieter Podlech. Astragalus aestivorum ingår i släktet vedlar, och familjen ärtväxter. Inga underarter finns listade i Catalogue of Life.